# Thyene aperta
Thyene aperta là một loài nhện trong họ Salticidae.
Loài này thuộc chi Thyene. Thyene aperta được Elizabeth Maria Gifford Peckham & George William Peckham miêu tả năm 1903.